# Paraboolvormige spits

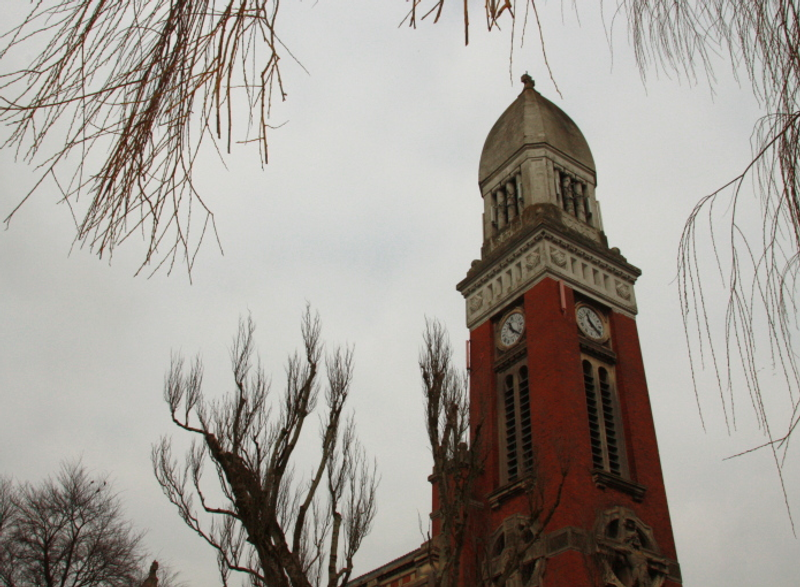
Kerk in Steenwerck met dit type spits

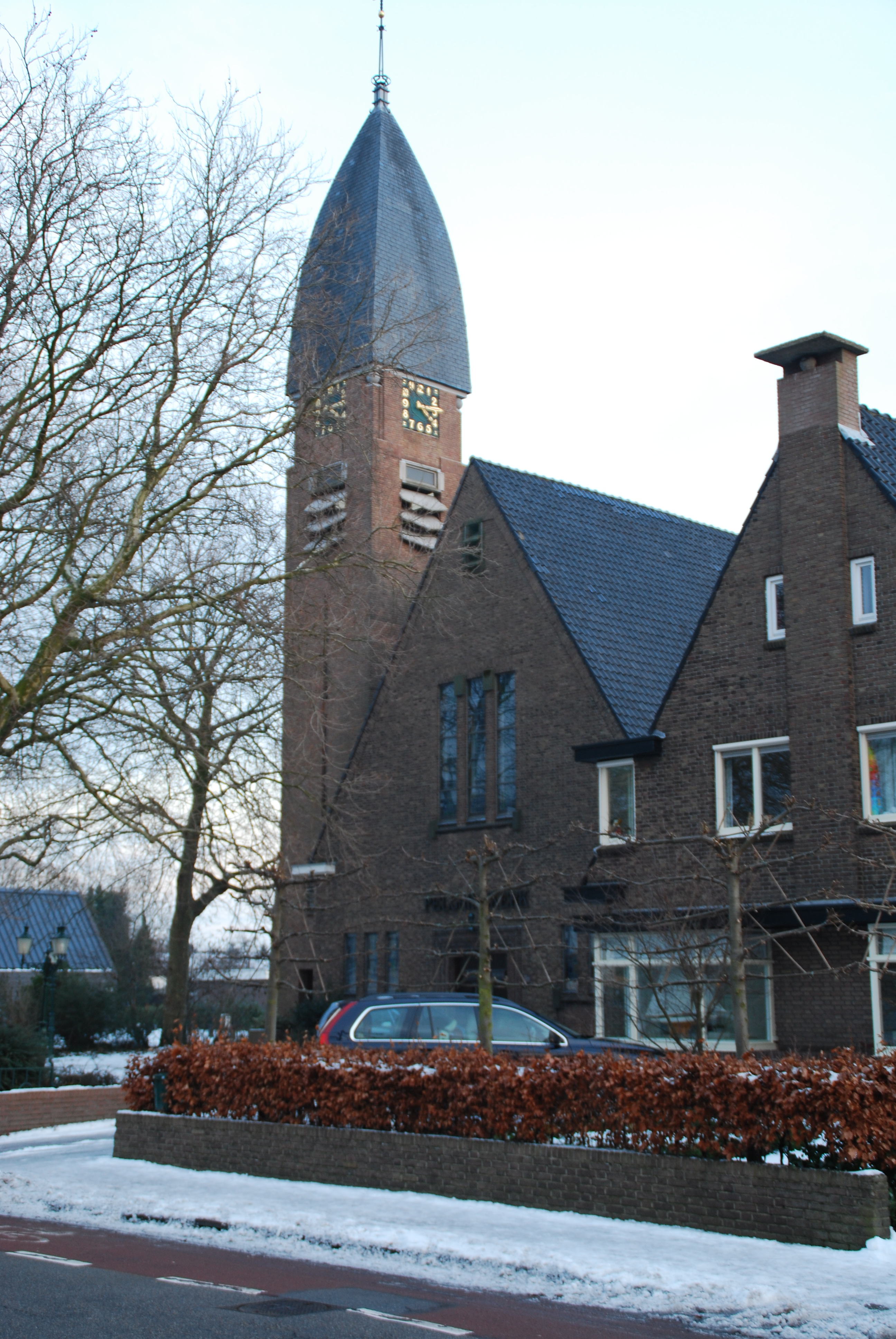
Pelgrimskerk Zoetermeer

Een paraboolvormige spits is een dakconstructie van een torenspits waarbij de vier dakvlakken langzaam naar elkaar toe buigen en samenkomen in de top van de torenspits. 

## Verspreiding
In Nederland is deze dakconstructie onder andere toegepast op de:
- Kruiskerk te Amstelhoek
- Nederlands Hervormde kerk in Driebergen-Rijsenburg
- Onze-Lieve-Vrouw-van-Heimwee-en-Verlangenkapel te Geijsteren
- O.L.Vrouw Geboorte te Halfweg
- Onze-Lieve-Vrouwekerk te Helmond
- Heilig Hartkerk te Schiedam
- Korvelse kerk te Tilburg
- Grote Kerk te Veere
- Opstandingskerk te Woerden
- Pelgrimskerk te Zoetermeer

In Frankrijk is deze dakconstructie onder andere toegepast op de:
- Saint-Jean-Baptiste te Steenwerk

achtkantige tussen vier topgevels · afgeknot · erker/arkeltorentjes · flankerende torentjes · gedraaid · gemetseld · ingesnoerd · klokvormig · kruisdak · naald · parabool · rombisch/ruit · ui